# Львов, Афанасий Иванович
Афанасий Иванович Львов (1703 — после 1762) — тайный советник, обер-прокурор Святейшего Синода в 1753—58 гг. Пытался подчинить епархиальные учреждения обер-прокурорскому надзору, что привело к конфликту с представителями высшего духовенства.

## Ранние годы
Из брянского рода Львовых. Сын стольника Ивана Ивановича Львова, внук Ивана Васильевича Львова, записанного при царе Алексее Михайловиче в качестве дворянина московского.
Начал службу в 1721 в армии. Участник войны за польское наследство и русско-турецкой войны 1735—39 гг.

## Управление Синодом
Назначен обер-прокурором 18 декабря 1753 года. В силу обер-прокурорской инструкции 1722 года, которая вменяла обер-прокурору бдительно наблюдать за тем, чтобы Св. Синод все дела рассматривал и все свои обязанности исполнял «истинно, ревностно и порядочно, без потери времени, по регламенту и указам», Львов признал необходимым подчинить епархиальные учреждения Синодального ведомства обер-прокурорскому надзору и 2 мая 1754 года предложил Св. Синоду разослать во все учреждения духовного ведомства копии с вышеозначенной инструкции. Эта инструкция предусматривала на местах особых прокуроров, которые должны были следить за своевременным исполнением подчиненными Синоду учреждениями и лицами синодальных указов, а равно и доносить о причинах неисполнения таковых и вообще представлять отчёт о деятельности епархиального начальства. Имея в виду то, что таких прокуроров в епархиях не было, что инструкция 1722 года к тому времени не была распубликована по ведомству Св. Синода и епархиальные архиереи пользовались полнотою власти, Св. Синод не находил нужным исполнять требование обер-прокурора, хотя оно и было повторено им в предложениях от 13 мая и 6 июля.
Подобно своим предшественникам, обер-прокурор Львов не был единственным посредником между Верховною властью и высшим органом церковного управления, к тому же он не пользовался особым расположением императрицы: ему приходилось объявлять Св. Синоду к исполнению лишь те Высочайшие указы, которые уже были объявлены, но не были исполнены Св. Синодом. Так, в предложении от 20 апреля 1754 года объявлено было Св. Синоду, что если указ об обязательном назначении «и великороссиян на праздные ваканции в архиереи и архимандриты, устно сообщенный императрицею синодальным членам, остается без должного исполнения, то императрица вменяет в непременную обязанность немедленно же записать в Св. Синоде Высочайшее повеление „для неотменного исполнения и о всем том донести ему, обер-прокурору, Её Императорскому Величеству“».
По словам историка Фёдора Благовидова: «Насколько незначительно было фактическое влияние обер-прокурора Львова на ход дел, находившихся в заведовании высшего церковного учреждения, всего нагляднее показывает один любопытный указ императрицы Елизаветы, который позволяет нам утверждать, что в некоторых случаях члены Св. Синода находили даже возможным оставлять прокуратуру в совершенном неведении относительно своих постановлений и распоряжений». 8-го октября 1755 года императрица Елизавета Петровна приказала т. с. барону Черкасову «объявить собранию Св. Синода, чтобы впредь Св. Синод в противность указам никаких дел по домам не делал, но по указу в Синоде, ничего не скрывая от обер-прокурора, как было до тех пор, по дошедшим до Её Величества сведениям, также чтобы и обер-секретари и прочие канцелярские служители были обер-прокурору послушны, дел не подписывали по домам у синодальных членов и того, что подписывали, не таили бы от обер-прокурора. И если окажут себя от сих пор противными указам и непослушными обер-прокурору, то с ними поступлено будет по жестокости прав государственных без послабления».
О незначительном влиянии обер-прокурора Львова на ход дел в Синоде говорит и тот факт, что Сенат непосредственно, помимо обер-прокурора, вступал в рассмотрение дел синодальных. Так, Сенат в ведении от 9 февраля 1755 года напомнил Синоду о непременной его государственной обязанности определять в монастыри и богадельни всех отставных военнослужащих, которые посылаются в Синод из Военной коллегии и от генералитета, и Синод приказал канцелярии синодального экономического правления в точности исполнять Высочайшие повеления о распределении по монастырям и богадельням «отставных от воинской и статской службы воинских чинов». Другой пример. Во исполнение ведения Сената от 20 декабря 1756 года, Синод должен был послать указы епархиальным архиереям о принятии мер к пресечению незаконного обычая венчать несовершеннолетних мальчиков на взрослых девицах, — обычая, который особенно был распространён в Украйне.
Св. Синод не только нередко отклонял предложения Львова, но и должен был войти с всеподданнейшим докладом к императрице об удалении его от должности обер-прокурора Св. Синода. Дело в следующем. 11-го марта 1757 года состоялось Синодальное определение «о бытии Карачевской Тихоновой пустыни с вотчинами к Воскресенскому, Новый Иерусалим именуемому, монастырю в приписке», но это определение вместе с делом задержано было обер-прокурором. И вот 11-го того же марта заслушано было Синодом доношение члена Синода Переяславского епископа Амвросия, в котором преосвященный приносит Синоду жалобу на обер-прокурора Львова за то, что тот означенное определение Синода задержал в ожидании от него, преосвященного, таких же взяток, «как и прежде с епархиальных его монастырей, усильно домогаясь и не отпуская указов об определении в те монастыри на церковные и монастырские нужнейшие починки денег взятки брал», например, в 1754-м году он взял с Данилова и Никитского монастырей по 50 рублей, с Волоколамского Иосифова — 100 рублей да с наместника Воскресенского монастыря Каллистрата требовал 50 рублей.
20-го того же марта состоялось следующее определение Синода: по прежнему определению Синода от 11 марта «отправу указов за явным господина обер-прокурора, как по тому делу явствует, подозрениями учинить и без его смотрения немедленно, а о прочем от его преосвященства в том доношении, на упоминаемого синодального обер-прокурора представленным, поднесть Её Императорскому Величеству к Высочайшему усмотрению от Синода всеподданнейший доклад», который и был представлен 18 апреля того же 1757 года. Вследствие новых жалоб преосвященного Амвросия на обер-прокурора Синод 17 июля того же года подал императрице новый всеподданнейший доклад о том, чтобы Львов не был допускаем до рассмотрения дел по Переяславской епархии и чтобы «от него не принимать ни словесные, ни письменные предложения».
12-го же января 1758 года Синод «во исполнение Именного Высочайшего повеления, объявленного изустно 29 декабря 1757 года и через духовника, протоиерея Ф. Дубянского, 11 января 1757 года к определению в Синод на место обер-прокурора Львова обер-прокурором же из представленных Её Императорскому Величеству от Сената 4-х кандидатов, согласно избрав, за способного и достойного признавает обретающегося при Сенате Рекетмейстерской Конторы советника Алексея Яковлева, который, как Синод ведает, состояния доброго и в делах искусный».
Правительствующий Сенат ведением от 19 апреля 1758 года сообщил Св. Синоду, что «Её Императорское Величество указом 17 апреля того же года Всемилостивейше пожаловала отставного унтер-майора лейб-гвардии князя Алексея Козловского, на место обретающегося в Св. Синоде обер-прокурора Афанасия Львова, в обер-прокуроры с рангом армейского генерал-майора». Последний был уволен от службы с чином тайного советника 20 апреля 1762 года.